# Hoola Bandoola Band
Hoola Bandoola Band var en toneangivende, politisk engageret svensk musikgruppe med tilknytning til 1970'ernes svenske venstrefløj. Musikalsk var gruppen påvirket af den engelske pop iblandet den country-inspirerede pop og rock fra Nordamerika, og med deres meget melodiske albumudgivelser oplevede Hoola Bandoola Band en enorm popularitet, der rakte bredt ud i den svenske offentlighed.
Gruppen optrådte i 1975 på Roskildefestivalen, og huskes i Danmark vel bedst for sangene Juanita og Victor Jara fra albummet Fri Information i 1975.

## Historie
Hoola Bandoola Band blev dannet af Björn Afzelius og Peter Clemmedson fra den svenske gruppe Spridda Skurar (da. Spredte Byger) i Malmö i 1970 sammen med Mikael Wiehe. Navnet på gruppen blev taget fra en Disneytegnefilm, hvor Anders Ands madkurv plyndres af myrer, der udstøder kampråbet "Hoola Bandoola" – de opløstes officielt den 1. maj 1976.
Hoola Bandoola Band debuterede på det daværende Club Oscar i Malmö, og fik sin mediedebut i 1971 i det svenske radioprogram Midnight Hour. Dagen efter blev gruppen kontaktet af den svenske hitmager og musikagent Stikkan Anderson (1931-1997), der også står bag bl.a. ABBA, med henblik på en pladeindspilning, ligesom Roger Wallis det lille alternative pladeselskab MNW også henvendte sig. Gruppen valgte MNW, og resultatet blev debutalbummet Garanteret Individuell fra 1971. Albummet faldt i publikums smag, og blev nomineret til årets Grammy i Sverige. 
Ved samme lejlighed indspillede man en række engelsksprogede sange, men da gruppen med debutpladen blev udråbt som fornyere af den svenske musik, valgte man at ikke udgive dem. De udkom først i 1996 – 20 år efter gruppens opløsning. Deres andet album, Vem kan man lita på?, udkom i 1972, og lå på Sveriges Radios liste over de mest solgte plader, Kvällstoppen, i 16 uger.
Det tredje album, På väg, kom i 1973, og lå 4 måneder på listen, hvoraf den ene måned var på førstepladsen. Hoola Bandoola Bands fjerde og sidste album, Fri Information, blev udgivet i 1975. Med disse fire udgivelser havde gruppen defineret den progressive rock i Sverige.
I en pladeanmeldelse samme år i musiktidsskriftet Musikens Makt sammenlignes gruppen med The Band og Rolling Stones. Gruppen turnerede flittigt i Sverige, både alene og sammen med andre kunstnere, og var hyppige gæster i radio og tv. De blev betragtet som den førende svenske rockmusikgruppe, og har siden været stilskabende for den svenske rockscene. De fire plader, gruppen udgav, mens den eksisterede, er tilsammen solgt i ca. 300.000 eksemplarer.
I begyndelsen var gruppens tekster afdæmpede i sine budskaber, men hurtigt begyndte tekstforfatterne Michael Wiehe, som med en enkelt undtagelse skrev teksterne alene på de tre første plader, og senere Björn Afzelius at lade klare socialistiske budskaber komme til udtryk i sangene, ligesom Hoola Bandoola Band optrådte ved forskellige solidaritetssammenhænge, i fængsler og deltog i venstrefløjens demonstrationer.
Efter udgivelsen af Fri Information tog Hoola Bandoola Band på turné med Tidningsteatern, en politisk engageret teatertrup som gruppen tidligere havde arbejdet sammen med. Med musikteaterstykket Kaninerna på Navarone oplevede Hoola Bandoola Band for første gang, at et samlet anmelderkorps, vendte tommelfingeren nedad, og stykket floppede.
Beslutningen om at opløse Hoola Bandoola Band var på det tidspunkt allerede truffet, og den 1. maj 1976 meddelte gruppen at "Vi har gjort vores – nu må andre tage over". Få måneder senere holdt Hoola Bandoola Band sin afskedskoncert i Pildammsparken i Malmö.
Efter bruddet i 1976 fik både Björn Afzelius og Michael Wiehe en fremgangsrig solokarriere. Michael Wiehe huskes i Danmark især for sin Titanic fra 1984, og Björn Afzelius gjorde danske Anne Linnets Tusind stykker til en landeplage i Sverige med sin svenske tolkning Tusen bitar fra 1990.
I 1996 blev Hoola Bandoola Band gendannet i 20-året for opløsningen, og tog på en sommerturne i Sverige, hvor de ved omkring 50 koncerter blev set af op imod 200.000 mennesker. Koncerterne i Landskrona, Malmö og Göteborg blev indspillet, og efter Björn Afzelius' død i 1999 blev optagelser fra disse koncerter udgivet på albummet För dom som kommer sen. Overskuddet fra salget af albummet tilgår en fond, der forvaltes af Stiftelsen Hoola Bandoola Band.
Siden 2002 har denne fond årligt uddelt Hoola Bandoola Bands Pris till Björn Afzelius minne – også bare kaldet Björn Afzelius priset. Prisen uddeles på Björn Afzelius' fødselsdag den 27. januar, og går til en person eller organisation, som har "virket i Björn Afzelius ånd".

## Medlemmer
- Björn Afzelius – sang, guitar og trommer
- Mikael Wiehe – sang, guitar, fløjte, sopransaxofon og keyboard
- Povel Randén – sang, keyboard, guitar, trombone og harmonika
- Arne Franck – bas, elguitar og sang
- Per-Ove Kellgren – trommer og sang
- Peter Clemmedson – leadguitar, sang, banjo og mundharmonika
- Håkan Skytte – trommer

I perioder har følgende også medvirket i Hoola Bandoola Band:
- Håkan Ripa
- Mats Person
- Bernt Andersson

## Udgivelser
- 1971: Hoola Bandolla Export
- 1971: Garanterat individuell
- 1972: Vem kan man lita på?
- 1973: På väg
- 1975: Stoppa matchen
- 1975: Fri information
- 1996: Country Pleasures

Opsamlingsalbum
- 1996: Ingenting förändras av sig själv - 5 cd box
- 1987: Hoola Bandoola Band 1971 - 1976
- 2011: Hoola Bandoola Band 1971 - 2011

Livealbum
- 1999: ...För dom som kommer sen - live

### Single
- 1975 Victor Jara/Stoppa matchen! – singlens royalty gik til den chilenske modstandsbevægelse

Desuden medvirkede Hoola Bandoola Band på et antal konceptalbum med andre svenske musikere i 1970'erne.

## Modtagere afBjörn Afzelius priset
- 2008 – Johan Ehrenberg (journalist og debattør)
- 2007 – Erik Wijk og Åsa Linderborg (hhv. freelance journalist og skribent)
- 2006 – Anita d`Orazio (asylrådgiver og integrationsforkæmper i Sverige)
- 2005 – Peter Birro og Agneta Fagerström-Olsson (to svenske journalister) samt Nabila Abdul Fattah (kurdisk-svensk rapmusiker og skribent)
- 2004 – Asylgruppen i Malmö
- 2003 – Andreas Malm (svensk forfatter og redaktør)
- 2002 – Janne Josefsson og Hannes Råstam (to svenske journalister)

## Eksterne link og kildehenvisninger
- Hoola Bandoola Band på Discogs
- Hoola Bandoola Band på MusicBrainz
- Hoola Bandoola Band
- Michael Wiehe
- Björn Afzelius 1947-1999